# Dobrotice (tvrz)
Dobrotice je zaniklá tvrz, jejíž pozůstatky se nachází asi 200 metrů severovýchodně nad stejnojmenné obce v okrese Kroměříž. Z tvrze se zachovaly pouze terénní pozůstatky – pahorek obklopený původním dvojitým příkopem a dvojitým valem. Severozápadní část valu je rozorána v přiléhající pole. Od roku 1973 je chráněna jako kulturní památka.
Na valech roste planá hrušeň zapsaná na seznamu památných stromů v okrese Kroměříž.

## Historie

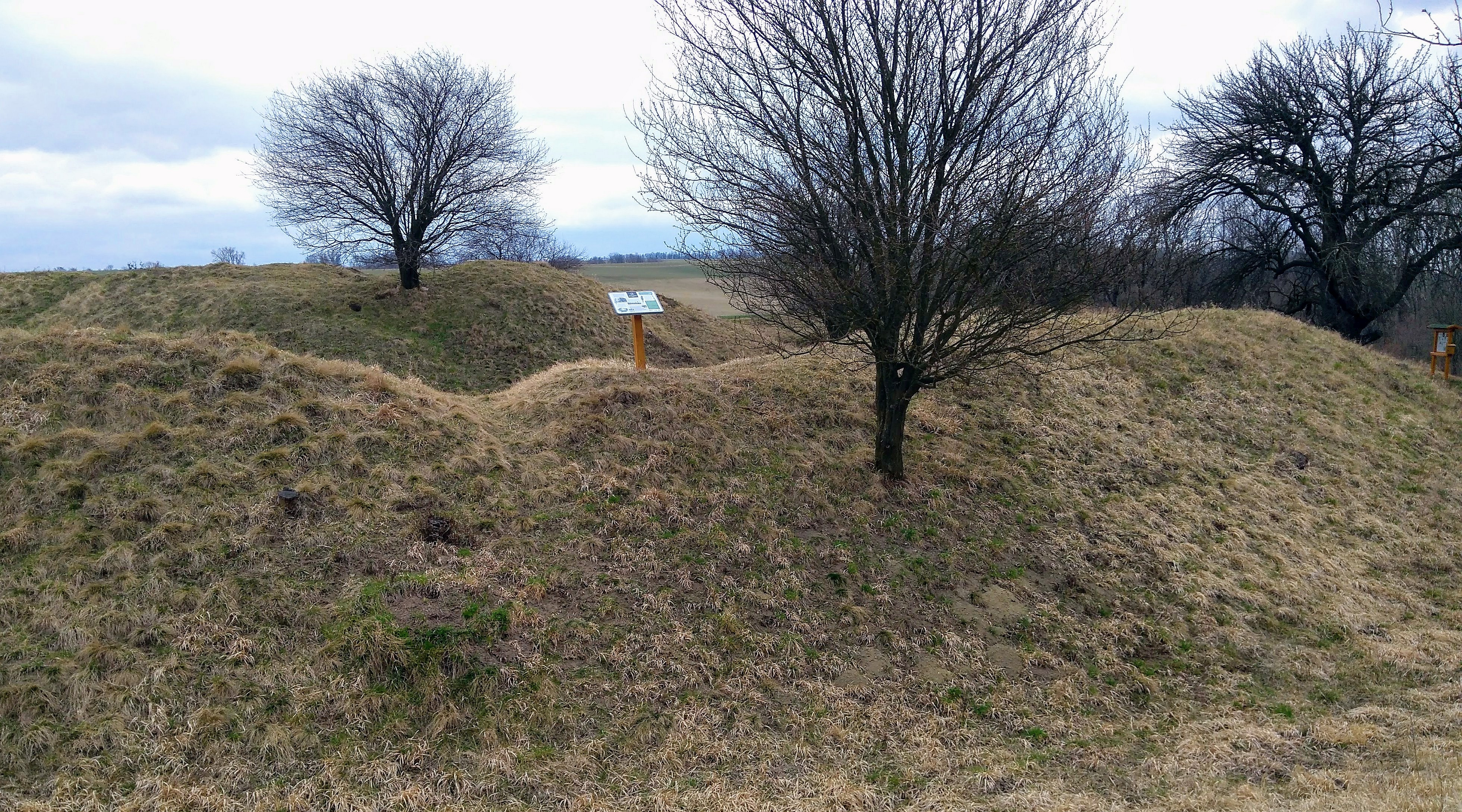
Pozůstatky valů

První písemná zmínka o tvrzi pochází z roku 1269. Nalezená keramika umožnila datovat existenci tvrze do doby od poloviny třináctého do konce čtrnáctého století.
Tvrz nechali vystavět vladykové z Dobrotic, jako zakladatel a majitel tvrze se uvádí Vlk z Dobrotic, jehož rod vystavěl i blízký hrad Křídlo. Roku 1365 tvrz[zdroj⁠?!] i s hradem koupil Vilém z Kunštátu. Tvrz zanikla nejspíše během husitských válek, protože roku 1437 už byla pustá.

## Stavební podoba
Z tvrze se dochovalo čtverhranné tvrziště na ostrohu nad řekou Rusavou. Centrální pahorek měří 12 × 15 metrů a obklopuje jej až šestnáct metrů široký a tři metry hluboký příkop. Šířka vnějšího příkopu se pohybuje od osmi do dvanácti metrů a hloubka dosahuje dva metry. Podle archeologických výzkumů, které se zde prováděly, se jednalo dřevěnou raně gotickou tvrz vystavěnou na kamenných základech.